# Provincia di Camarines Norte
Camarines Norte è una provincia delle Filippine nella regione del Bicol.
Il capoluogo provinciale è Daet.

## Geografia antropica

### Suddivisioni amministrative
La provincia di Camarines Norte è divisa in 12 municipalità.
- Basud
- Capalonga
- Daet
- Jose Panganiban
- Labo
- Mercedes
- Paracale
- San Lorenzo Ruiz
- San Vicente
- Santa Elena
- Talisay
- Vinzons